# 森村孝志
森村 孝志（もりむら たかし、1991年9月9日 - ）は、奈良県奈良市出身のフットサル選手である。Fリーグ・ヴォスクオーレ仙台所属。ポジションはピヴォ、2ラン。

## 経歴
奈良県奈良市出身。奈良市立伏見中学校、奈良大学附属高等学校を経て、大阪学院大学ではサッカー部に所属。
フットサルとの出会いは、個サル（＝個人フットサル。その日集まったメンバーでフットサルを楽しむこと。）に誘われたから。その後、地元奈良のソレステレーザ奈良2002の練習に参加したのち、元フットサル日本代表でありシュライカー大阪の初代監督を務めた原田健司氏に代表を務めるgatt futsalで本格的にフットサルを学ぶ。。
2012年に全国選抜フットサル選手権大会の奈良県選抜に選出。その後、バサジィ大分のセレクションを受け、合格（※当初、練習生として）。Ｆリーガーとしてのキャリアをスタートさせる。
鋭いドリブルと左足から放たれる強力なシュートを武器に活躍。2016年10月にフットサル日本代表の監督に就任したブルーノ・ガルシア監督によってフットサル日本代表候補合宿に初招集された。翌2017年、第5回アジアインドア・マーシャルアーツゲームズ（2017/アシガバット）において日本代表に初選出。。
2021年開催の2020 FIFAフットサルワールドカップにも、日本代表として選出された。
Ｆリーグでは、ヴォスクオーレ仙台、フウガドールすみだとチームを渡り歩き、2021シーズンに古巣であるバサジィ大分に2年ぶりの復帰を果たし、更なる活躍が期待される。。
2023年3月末でバサジィ大分を退団。
2023年8月、ヴォスクオーレ仙台に復帰。

## 所属クラブ
サッカー
- 2007年度-2009年度 奈良大学附属高等学校
- 2010年度-2011年度 大阪学院大学

フットサル
- 2011年-2012年 gatt futsal
- 2013年-2018年 バサジィ大分
- 2019年-2020年 ヴォスクオーレ仙台
- 2020年-2021年 フウガドールすみだ
- 2021年-2023年 バサジィ大分
- 2023年- ヴォスクオーレ仙台